# Малък кашалот
Малките кашалоти (Kogia breviceps) са вид едри бозайници от семейство Кашалоти джуджета (Kogiidae).
Това е един от двата съвременни вида в семейството, наред с кашалота джудже (K. sima) - двете форми са много близки и до 1966 година са смятани за един вид. Малките кашалоти са слабо проучени и за известни главно от изхвърлени на сушата екземпляри. Достигат дължина 3,5 m и маса 400 kg. Хранят се главно с главоноги.